# Fusion Frenzy 2
Fusion Frenzy 2 (auch Fuzion Frenzy 2) ist der von Microsoft am 27. Januar 2007 exklusiv für die Xbox 360 veröffentlichte Nachfolger des Videospiels Fuzion Frenzy.

## Geschichte
Ursprünglich sollte das Spiel bereits im Juni 2004 beim ursprünglichen Softwareentwickler Blitz Games erscheinen. Es wurde zwei Jahre still um das Spiel, ehe es von Microsoft für den 27. Januar 2007 als Entwicklung von Hudson Soft angekündigt wurde.
Auf dem Xbox Live Marktplatz erschien Ende 2006 eine Demo, bei der drei Minispiele (Conveyor Belt Chaos, Sumo Paint, and Ice Treasure Hunt) und sechs Spielfiguren verfügbar sind.

## Inhalt
Im Spiel sind insgesamt etwas über vierzig Minispiele enthalten. Diese werden von je vier Spielern entweder über Xbox Live oder an einer Konsole gespielt. Sind weniger als vier Spieler vorhanden, füllt das Programm die restlichen Plätze mit der KI aus.
Online kann man außerdem selbst erstellte Turniere hochladen und spielen.

## Rezeption
Fuzion Frenzy 2 erhielt laut Bewertungsaggregator Metacritic Bewertungen mit einem Durchschnitt 49/100 Punkten. In Japan vergab Famitsu eine Punktzahl von einmal vier und dreimal fünf, also insgesamt 19 von 40 Punkten. Ryan Davis von GameSpot schrieb: „Sein Minispiel-Format ist altmodisch, aber die Einbeziehung von Online-Spielen in Fuzion Frenzy 2 gibt dem Spiel einen Vorteil.“ Steven Hopper von GameZone bewertete es folgendermaßen: „Fuzion Frenzy 2 wird Sie nicht mit brandneuen Spielmodi oder einem völlig neuen Partyspielkonzept blenden, aber das Online-Element stellt sicher, dass Sie es nie alleine spielen müssen.“ IGN kritisierte: „Das Spiel selbst ist schlecht gemacht, in vielerlei Hinsicht generisch und in seiner Herangehensweise unoriginell. Aber es erfüllt seinen Zweck und es gibt kein vergleichbares Spiel auf der Xbox 360.“ Justin Leeper von GameSpy vergab 2,5 von 5 Sternen und rezensierte es so: Es ist das einzige echte, leicht zu erlernende Spiel für vier Spieler in der 360er-Spielebibliothek. Wenn es das ist, wonach du suchest – oder ein Siebenjähriger bist, dessen Eltern Ihnen Gears of War nicht kaufen wollen, damit du deine Kodderschnauze online nutzen kannst, dann miete auf jeden Fall Fuzion Frenzy 2.“